# 한승오 (운동가)
한승오(韓昇旿, 1978년~)는 대한민국의 활동가이자 남성인권 운동가였다. 푸른늑대회(구 남성연대)의 설립자들 중 한명이며 2013년 7월 29일부터 8월 14일까지 푸른늑대회 2대 리더로서 활동했다. 서울에서 태어났다.
2013년 7월 25일, 성재기의 사망 전까지 그의 후임으로 지목되었다. 2013년 7월 26일, 한승오는 성재기의 투신장면을 지켜보았으나 만류하지는 않았다. 조사 4일 후 서울마포시 경찰은 자살방조 혐의를 적용하지 않기로 결정했다.
7월 26일부터 8월 14일까지 한승오는 성재일의 장례식에 참석했다. 2013년 8월 21일 사직했다.

## 같이 보기
- 성재기 (활동가)